# 橋本和花子
橋本 和花子（はしもと わかこ、1998年11月19日 - ）は、関西テレビのアナウンサー。

## 経歴・人物
兵庫県西宮市出身。家族は本人、父、母の3人。
3歳から18歳までバトントワリング部に所属していた。
武庫川女子大学附属中学校・高等学校へ進学。本人によれば、「和花子」という名前には「花のように他人を和ませる女性になって欲しい」という両親の思いが込められているという。
中学3年時の冬に開催された2014年ソチオリンピックのスキージャンプ競技テレビ中継で、2013/14年のジャンプシーズンに絶好調だった高梨沙羅がメダルの獲得を逃した直後に、インタビュアーを務めたアナウンサー（工藤三郎）が高梨に対して「よく頑張りましたね」と声を掛けたシーンを目にした。このシーンがきっかけで、神戸大学への進学後からアナウンサーを志望。2年時（2018年度）には、「ミスキャンパス神戸大学」へ選ばれたほか、地元の独立局であるサンテレビジョンのPR活動を担う「サンテレビガールズ」の49期生として活動した。さらに、セント・フォース関西所属のタレントとして、『知られざるガリバー〜エクセレントカンパニーファイル〜』（テレビ東京）などのテレビ番組でリポーターなどを経験。4年時の冬には、今宮戎神社の福娘代表にも選ばれた。
大学卒業後の2021年4月1日（木曜日）付で、アナウンサーとして関西テレビに入社。ちなみに関テレと並行して毎日放送（MBS）のアナウンサー試験も受けていたが、MBSの最終面接直前に関テレの内定が出たため、MBSは辞退した。同局のアナウンサーでは初めてのサンテレビガールズ経験者で、入社の翌日（4月2日）から『報道RUNNER』金曜日の生中継リポートを冠企画「発見LIVE ワカコが行きます!」として任されたことを皮切りに、『ウラマヨ!』や『おかべろ』のアシスタントに起用されている。また、2022年に入ってからは、スポーツ関連の中継や番組にも出演。『報道RUNNER』や『newsランナー』（2023年10月以降の後継番組）でスポーツキャスターを務めているほか、全国招待大学対校男女混合駅伝競走大会（毎年2月に大阪市内で開催）のテレビ中継では、同年から一部の中継所で実況を担当している。
なお、関西テレビがテレビ単営局でありながら、2021年11月から2022年3月までは先輩アナウンサーとのコンビで『カンテら!』（ラジオ大阪）のパーソナリティを随時担当。関西テレビを含むFNS加盟局の優秀なアナウンサーを毎年表彰するFNSアナウンス大賞では、前述した「発見LIVE ワカコが行きます!」での7分以上にわたる単独でのリポートが高く評価された末に、2022年の第38回で新人部門の新人賞を受賞した。
特技は3歳から高校3年時まで習っていたバトントワリングで、中・高校生時代には校内のバトントワリング部で練習した後に校外のバトントワリング教室へ通っていたほか、中学3年時に出場した全国大会では団体競技で金賞を受賞。前述した「発見LIVE ワカコが行きます!」の初回でも、自己紹介を兼ねて中継先でバトントワリングを披露している。
父の影響で、幼少期は読売ジャイアンツのファンだった。
2025年6月29日、プロ野球「オリックス・バファローズ」対「東北楽天ゴールデンイーグルス」11回戦（京セラドーム大阪）で、プロ野球実況デビュー（放送：J SPORTS 3、制作：関西テレビ放送）。プロ野球実況を女性が務めるのは13年ぶりとみられる。

## 出演番組

### 現在
- ウラマヨ（2021年4月3日 - ） - アシスタント
- おかべろ （2021年5月22日 - ）- 谷元星奈（先輩アナウンサー）の後任として、「バイト」という肩書でアシスタントを担当。
- カンテレNEWS - 2021年度の下半期には、日曜深夜～月曜早朝の宿直勤務を定期的に担当。
- newsランナー（2023年4月4日 - ）-「ランスポ」（スポーツコーナー）キャスター（月・金曜日担当）
- LIVEコネクト!（2023年4月8日 - ）- 中継リポートを主体に、不定期でスタジオ進行も担当。
- 旬感LIVE とれたてっ!（2023年10月2日 - ） - 進行キャスター（月・水・金曜日担当）
- ロザンのクイズの神様 超(スーパー)
- スポーツ中継（マラソン・駅伝）
  - 全国招待大学対校男女混合駅伝競走大会中継での実況（前述）に加えて、大阪国際女子マラソンでも、地上波向け中継の沿道リポートや「裏生実況」（YouTubeでのライブ配信企画）の進行役を2023年から担当。

### 過去

#### 神戸大学在学中
- 知られざるガリバー〜エクセレントカンパニーファイル〜（テレビ東京、2020年12月19日）

#### 関西テレビへの入社後
- 土曜はナニする!?（2022年10月1日 - 2023年3月18日）- お天気コーナー担当
- 報道ランナー（2021年4月2日 - 2023年3月）
  - 2021年度は金曜日に「発見LIVE ワカコが行きます!」のリポーター、2022年度からは「ランスポ」（月曜日のスポーツコーナー）のキャスターと全曜日のフィールドキャスターを担当。

以下はいずれも、ラジオ大阪制作の番組。
- カンテら! - 「ラジオパーソナリティ」として、2021年11月10日未明放送分から、同僚アナウンサー1名（初回は関純子）とのコンビで4回にわたって出演。ラジオ番組への出演は、タレントとして活動していた大学生時代を含めても、同日の放送分が初めてであった。
- 藤川貴央のニュースでござる（2023年9月15日・2024年9月13日） -  ゲスト
  - いずれも、先輩アナウンサーの堀田篤が藤川貴央（本来のパーソナリティでラジオ大阪のアナウンサー）の夏季休暇に伴ってパーソナリティ代理を任されていた週の最終日（金曜日）に、先輩アナウンサーの山本大貴と揃って生放送へ出演。